# Lady Heather
 Heather Kessler, nota anche come Lady Heather, è un personaggio immaginario della serie TV CSI - Scena del crimine, interpretata da Melinda Clarke.
Lady Heather è una dominatrice professionista e ha dimostrato in più episodi un potenziale interesse romantico per l'allora supervisore del turno di notte della scientifica di Las Vegas Gil Grissom, diventando difatti rivale romantica dell'agente Sara Sidle.
Appare in sei episodi regolari di CSI e nel doppio episodio conclusivo.

## Creazione del personaggio
Lady Heather è stata creata dallo scrittore Jerry Stahl. Quest'ultimo ha collaborato alla scrittura di alcuni degli episodi più controversi della serie, che si sono rivelati anche i più visti.

Melinda Clarke ha affermato di essere interessata a interpretare Lady Heather a causa dei contrasti incarnati nel personaggio: 
 una persona multidimensionale che non era mai stata vista, una dominatrice molto più evoluta - enigmatica e potenziata. 
 Come notato in The Philosophy of TV Noir, Lady Heather è una "variante ispirata" sul classico film noir femme fatale, con diversi aspetti della sua personalità approfonditi nel corso di più episodi.
Bill Keveney di USA Today nomina Lady Heather tra le preferite degli spettatori, attribuendo "la sua capacità di leggere il Grissom solitamente apatico".
Steven Cohan esplora nel suo libro sulla serie, Lady Heather come parte del "interrogatorio sull'identità e lo stato della normalità" dello spettacolo.

## Comparse

### Schiavi di Las Vegas
Lady Heather è stata introdotta in un episodio del 2001 nella seconda stagione di CSI. Un omicidio si verifica nel club feticista di Lady Heather su cui la squadra indaga. Curioso del mondo di Lady Heather, Gil Grissom si trova incuriosito e attratto da lei. Gli spiega lo stile di vita e ammira il suo approccio quasi accademico al comportamento umano. Durante una conversazione con Catherine, Lady Heather rivela di avere una figlia, Zoë, che studia ad Harvard. Grissom è attirato dall'intelletto di Heather e viceversa, infatti alla fine dell'episodio, inizia a svilupparsi una certa tensione sessuale, ma nessuno dei due agisce su di esso.
William Petersen ha affermato che il suo personaggio, Grissom, è attratto da Lady Heather perché sono "entrambi antropologi ed è affascinato dal suo [sguardo scientifico] sulla psiche sessuale degli esseri umani ".

### Lo scrigno di Lady Heather
Nel 2002, un anno dopo la sua prima apparizione, compare di nuovo nella terza stagione della serie. Questa volta due omicidi, apparentemente non collegati portano la scientifica nel suo club. La squadra è sorpresa di sapere che la sua attività stia andando meglio che mai, e che ora ha un sito Web: LadyHeather.com, che ha descritto come "Voyeurismo in un nuovo mondo coraggioso". Parallelamente alla narrazione dell'episodio, l'URL puntava nella realtà a una pagina di Lady Heather, con un reindirizzamento alla pagina CSI ufficiale su cbs.com. Da allora la pagina originale è stata rimossa, ma l'URL reindirizza al sito di Paramount+.
In questo episodio, Lady Heather si apre un po' di più a Grissom, confidandogli che soffre di diabete . Nel corso dell'episodio, si intende che Grissom potrebbe aver dormito con Lady Heather. Entrambi si sono visti a casa sua di notte, con Grissom che le si avvicina in modo intimo, mentre nella scena successiva in cui entrambi prendono il tè durante il giorno, indossando abiti diversi. La scena non è chiara, ma William Petersen ha affermato che il suo personaggio non ha dormito con Lady Heather, mentre il produttore esecutivo Carol Mendelsohn e l'attrice Marg Helgenberger hanno alluso ad essa come "versione di Grissom della sigaretta post-sesso".
Verso la fine dell'episodio, Lady Heather diventa una sospettata e, sebbene in seguito venga rilasciata, sembra delusa dal fatto che Grissom abbia sospettato di lei e la loro relazione subisce le ripercussioni del fatto. La loro intimità è soggiogata fino alla sesta stagione.

### Pirati del Terzo Reich
Questa volta la figlia di Lady Heather, Zoë, è stata assassinata e il suo corpo è stato mutilato e scaricato nel deserto. Lei comunica alla scientifica che il padre di Zoë è venuto a mancare durante la sua gravidanza. Heather inoltre confessa che mentre Zoë si trovava ad Harvard, Zoë iniziò a vedere uno psichiatra e rimase incinta di suo figlio. La segnalazione di Lady Heather dello psichiatra all'AMA ha portato all'allontanamento di madre e figlia.
Si apprende poi che Zoë ha successivamente abbandonato il college ed è tornata a Las Vegas. Ha continuato ad astenersi dal visitare sua madre, che non sapeva di essere in città fino a quando il suo viso non è apparso sulla notizia nel tentativo di identificarla dopo la sua morte. All'autopsia di Zoë, Robbins non fu in grado di determinare se Zoë avesse partorito suo figlio a causa della decomposizione già in atto.
Colpita dal dolore, Lady Heather seduce il principale sospettato nel caso in modo da ottenere da lui un campione di DNA. Una volta confermato che lui è l'assassino di Zoë, Lady Heather lo rapisce e lo porta nel deserto dove inizia a frustarlo fino a quando Grissom arriva e la ferma. Grissom la ferma con una parola di sicurezza: Lady Heather aveva spiegato infatti a Grissom che in una relazione di dominio, lo schiavo ha il controllo. L'uso di questa parola da parte di Grissom indica la comprensione reciproca dei personaggi e forse che la relazione fosse in realtà condivisa da parte di entrambi. La parola d'ordine fa fermare Heather e lei prende un breve conforto tra le braccia di Grissom.
Heather viene arrestata per aggressione, ma alla fine viene rilasciata da un giudice, presumibilmente un suo cliente. La sua storia rimane comunque irrisolta.

### Un gesto d'amore
In onda dal 2007, questo episodio fa parte della settima stagione di CSI, un anno dopo che la squadra ha avuto a che fare con Lady Heather.
Questa volta è stata vittima di quello che sembra essere un tentato omicidio. Lei sembra essere riluttante a confessare chi fosse il suo aggressore. Dopo che il colpevole commette un altro omicidio, la verità viene a galla: Lady Heather ha assunto un ex poliziotto per trovare sua nipote, Allison, e quando la trova Lady Heather tenta di ottenere la sua custodia. Jerome, il padre di Zoë, è anche venuto all'esistenza di Allison e ha fatto causa per ottenere la custodia. Anche se Heather ha venduto la sua attività nel tentativo di dimostrare che poteva essere una brava tutrice, la corte ha negato la sua respinge la sua richiesta di custodia.
Sconfortata e ritenendo di non avere più un motivo per il quale continuare a vivere, Heather ingaggia un killer per uccidere sé stessa. Usa i suoi soldi per costituire un fondo fiduciario per Allison.
La sua relazione con Grissom prende un'altra svolta, evolvendosi in un'amicizia più profonda e amichevole. Grissom è così preoccupato per lo stato d'animo di Heather che passa la notte a casa sua. Grissom incontra Jerome e gli chiede del fondo fiduciario. Venendo a sapere del killer su commissione, organizza un incontro tra Jerome, Allison e Lady Heather.
L'episodio termina con quella che sembra essere una Lady Heather più felice; non è più così fredda e apatica come nella sua prima apparizione.

### La stanza delle torture
Nel 2008, nella nona stagione di CSI, Grissom, depresso e addolorato per la perdita della sua relazione con Sara, fa una visita inaspettata a Lady Heather, che è diventata psicologa e psicoterapista.
La presunta scusa per la visita è legata a un omicidio che sembra essere correlato a una sessione di sadomaso andata male, ma Heather sospetta che ci sia un'altra ragione, sia per gli omicidi che per l'improvvisa ricomparsa di Grissom. Sembrerebbe che lei abbia ragione su entrambi i fronti; la fine dell'episodio è ambigua, sia in termini di soluzione del caso, sia in relazione alla natura in continua evoluzione e indefinita della relazione tra Heather e Grissom.

### Furia scatenata
Melinda Clarke riprende il ruolo di Lady Heather nell'undicesima stagione. In questo episodio, ora è una terapista sessuale che usa il suo vero nome, che è Dott.ssa Kessler. Aiuta Sara e il Dott. Langston a risolvere il caso di una donna uccisa da un leone di montagna. La vittima, cofondatrice di un rifugio per donne, era una delle pazienti di Lady Heather.

### Immortality
Clarke riprende il suo ruolo di Lady Heather nel doppio episodio finale insieme agli attori William Petersen e Marg Helgenberger, in seguito al rinvenimento dalle sue iniziali "LHK" su una chiave recuperata dal luogo dell'esplosione. Grissom rivela che la sua parola d'ordine con Lady Heather era "basta". Viene poi rivelato che la nipote era stata uccisa in un incidente d'auto.